# Шахов, Михаил Олегович
Михаи́л Оле́гович Ша́хов (род. 31 мая 1965, Москва) — российский религиовед, философ, правовед и общественный деятель, специалист по истории и философии старообрядческой книжности, философско-методологическим основам религиоведения, религии и праву, государственно-конфессиональным отношениям. Доктор философских наук (2000), профессор (2007).
Заместитель руководителя экспертной группы по совершенствованию законодательства в сфере свободы совести и религиозных объединений экспертного совета комитета Государственной думы по развитию гражданского общества, вопросам общественных и религиозных объединений Член рабочей группы по совершенствованию законодательства о свободе совести комиссии по вопросам религиозных объединений при Правительстве Российской Федерации. Член комиссии по совершенствованию законодательства и правоприменительной практики совета по взаимодействию с религиозными объединениями при президенте Российской Федерации.
Старообрядец-федосеевец, ответственный секретарь совета православных церковных приходов Преображенского монастыря.

## Биография
Родился 31 мая 1965 года в Москве.
В 1988 году окончил Московский химико-технологический институт имени Д. И. Менделеева.
В 1989—1994 годы — ответственный секретарь Историко-богословского общества и главный редактор ежегодного «Журнала Историко-богословского общества».
В 1990—1997 годы — сотрудник Научно-исследовательского отдела рукописей Российской государственной библиотеки.
С 1993 года — ответственный секретарь Совета православных приходов Преображенского монастыря.
В 1995 году окончил аспирантуру Института философии РАН.
В 1996 году защитил диссертацию на соискание учёной степени кандидата философских наук по теме «Философские аспекты старообрядчества в русской культуре XVIII в.» (Специальность — 09.00.03 «История философии»).
С 1997 года — директор Старообрядческого исследовательского центра, главный редактор журнала «Древлеправославный вестник».
В 1997—2000 годы — главный специалист Организационного управления Российской государственной библиотеки.
В 1998 году в Национальном институте имени Екатерины Великой получил бакалавра по юриспруденции.
В 2000 году в Российской академии государственной службы при Президенте Российской Федерации защитил диссертацию на соискание учёной степени на степень доктора философских наук по теме «Старообрядческое мировоззрение: религиозно-философские основы и отношение к обществу» (Специальность — 09.00.06 «Философия религии»). Научный консультант — кандидат философских наук, доктор исторических наук, профессор М. И. Одинцов.
С 2004 года по настоящее время — эксперт Комитета по делам общественных и религиозных организаций Государственной Думы Федерального Собрания РФ.
В 2000—2009 годы — профессор и заместитель заведующего кафедрой государственно-конфессиональных отношений Российской академии государственной службы при Президенте РФ.
В 2005—2017 годах — преподаватель Сретенской духовной семинарии.
В 2007 году присвоено учёное звание профессора.
В 2008 году вошёл в состав Экспертного совета Комитета Госдумы РФ по делам общественных объединений и религиозных организаций.
В 2009—2011 годы — эксперт РАГС при Президенте РФ.
В 2009—2013 годах — профессор кафедры конституционного и муниципального права Российского государственного торгово-экономического университета.
С 2011 года — профессор кафедры государственно-конфессиональных отношений Института государственной службы и управления (ранее — Международного института государственной службы и управления) Российской академии народного хозяйства и государственной службы при Президенте Российской Федерации.
Преподавал в Российском государственном гуманитарном университете.
С 2017 года — член по Центральному федеральному округу Экспертного совета исследователей религии при кафедре государственно-конфессиональных отношений РАНХиГС.
Заместитель главного редактора журнала «Национальные интересы».
Член редакционной коллегии журнала «Религия и право».
Член редакционного совета международного периодического издания «Философия религии: альманах» Института философии РАН.
Член Административного совета Франко-российского общества юристов.
Член Общества сравнительного правоведения.
Автор более 100 научных работ, включая 5 монографий.
Свободно владеет французским языком.

## Научная деятельность
В работах М. О. Шахова исследовано религиозно-философское содержание старообрядческого мировоззрения. Проводя анализ текстов, он сделал попытку показать старообрядчество естественным ответом традиционного православного мировоззрения на осуществлённую в XVII в. никоновскую реформу, которая была воспринята как угроза искажения глубинных основ этого мировоззрения. М. О. Шахов доказывает высокий уровень произведений старообрядческой книжности, где находит развитую религиозно-философскую мысль, где отражена целостная и логически связная система воззрений с развитым набором понятий. Кроме того он показывает философско-мировоззренческую противоположность в доктринах протестантизма и старообрядчества. Им исследована разработка старообрядческими мыслителями вопросов взаимоотношения в процессе познания социальных ролей личности и авторитета, а также их представления об истине и её критериях. Он полагает, что данные темы являлись очень важными для старообрядческой мысли, поскольку произошедший раскол привёл к глубокому мировоззренческому упадку и поставил вопрос о границах повиновения личности авторитету церковной иерархии. М. О. Шахов также особое внимание уделяет изучению историософских и социальных воззрений старообрядчества, наряду с вопросами его взаимоотношений с современным государством и обществом.
М. О. Шахов исследовал использовавшиеся старообрядцами способы истолкования и беспристрастного изучения религиозных текстов. Это удалось осуществить благодаря комплексному исследованию связей старообрядческого мировоззрения с онтологическими и гносеологическими представлениями традиционной византийско-русской православной доктрины. Таким образом М. О. Шахов, пересматривая вопрос соотношения ролей исторической, национальной особенности и религиозно-философских учений, обосновывает новое понимание сути старообрядчества и произошедшего раскола. Он приходит к выводу, что благодаря наднациональной природе религиозных воззрений, которые были преимущественно инвариантными в православно-христианском учении, имели определяющее значение. 

## Научные труды

### Диссертации
- Шахов М. О. Старообрядческое мировоззрение религиозно-философские основы и отношение к обществу: религиозно-философские основы и отношение к обществу / дисс... д-ра филос. наук: 09.00.06. — М.: РАГС при Президенте РФ, 2000. — 377 с. (недоступная ссылка)

### Монографии
- Шахов М. О. Философские аспекты староверия. — М.: Издательский дом «Третий Рим», 1997. Архивировано 5 марта 2016 года.
- Шахов М. О. Старообрядчество, общество, государство. — М.: Изд-во «СИМС», 1998. — 208 с.
- Шахов М. О. Старообрядческое мировоззрение: Религиозно-философские основы и социальная позиция. — М.: Изд-во РАГС, 2002. — 267 с. — ISBN 5-7729-0083-8.
  - Шахов М. О. Религиозно-мировоззренческие основы социальной позиции старообрядчества (недоступная ссылка — история). — 2002.
- Шахов М. О. Вероисповедная политика Российского государства: Учебное пособие / Отв. ред. М. О. Шахов. — М.: Изд-во РАГС, 2003.
- Шахов М. О. Конституционно-правовые основы государственно-конфессиональных отношений в Российской Федерации: Учебное пособие. — М.: Изд-во РАГС, 2005.
- Шахов М. О. Конституционно-правовые основы государственно-конфессиональных отношений в Российской Федерации: Учебное пособие. — М.: Изд-во РАГС, 2005.
- Шахов М. О. Реализация принципа светскости государственной гражданской службы в Российской Федерации. — М.: Изд-во РАГС, 2006.
- Шахов М. О., Храпов А. В. Государственное законодательство о религии: Учебное пособие. — М.: ИПК МГЛУ «Рема», 2009.
- Научно-практический комментарий к Федеральному закону «О свободе совести и о религиозных объединениях» (постатейный) / Авт. колл.: Шахов М.О., ин. Ксения (Чернега О.А.), Ряховский В.В. и др.. — М.: Славянский правовой центр, 2011.
- Шахов М. О. Правовые основы деятельности религиозных объединений в Российской Федерации. — М.: Изд-во Сретенского монастыря, 2011.
- Шахов М. О. Правовые основы деятельности религиозных объединений в Российской Федерации. — 2-е изд., доп. — М.: Изд-во Сретенского монастыря, 2013. — 528 с. — ISBN 978-5-7533-0739-2.
  - Попов С. А. Предисловие.
  - Введение, Глава 1. Основы теории государственно-конфессиональных отношений. — С. 9—42.
  - Глава 2. Российское государство и религиозные объединения: этапы становления новых взаимоотношений и современная ситуация. — С. 43—69.
  - Глава 3. Состав законодательства Российской Федерации о свободе совести и о религиозных объединениях. — С. 70—92.
  - Глава 4. Международные документы о свободе совести, о принципах отношений государства и религиозных организаций. — С. 93—122.
  - Глава 5. Конституция Российской Федерации (1993 г.) о свободе совести и о свободе вероисповедания. — С. 123—156.
  - Глава 6. Федеральный закон «О свободе совести и о религиозных объединениях» и основные подзаконные акты, обеспечивающие его реализацию. Правовой статус религиозных объединений. — С. 157—262.
  - Глава 7. Механизм формирования и реализации государственной вероисповедной политики. — С. 263—278.
  - Глава 8. Принципы взаимоотношений государства и религиозных объединений. — С. 279—306.
  - Глава 9. Религиозная организация как субъект права. Имущественное положение религиозных организаций. — С. 307—331.
  - Глава 10. Передача религиозным организациям имущества религиозного назначения, находящегося в государственной или муниципальной собственности. — С. 332—352.
  - Глава 11. Доходы и налогообложение религиозных организаций. — С. 353—374.
  - Глава 12. Трудовые правоотношения в религиозных организациях. — С. 375—388.
  - Глава 13. Благотворительная деятельность и религиозные организации. — С. 389—406.
  - Глава 14. Религиозное образование. — С. 407—419.
  - Глава 15. Право на свободу совести в Вооруженных Силах. — С. 420—437.
  - Глава 16. Уголовное, административное право и деятельность религиозных объединений. — С. 438—456.
- Шахов М. О. Религиозно-философские основы старообрядческого мировоззрения. — М.: Старообрядческое издательство «Третий Рим», 2016.
- Шахов М. О. Мусульманские религиозные объединения в Российской Федерации и закон Архивная копия от 6 августа 2020 на Wayback Machine. — 2-е изд., доп. и перераб. — М.: ИД «Медина», 2018. — 724 с. ISBN 978-5-9756-0166-7.
- Шахов М. О. Правовые основы деятельности религиозных объединений в Российской Федерации / Сретенская духовная семинария. — 3-е изд., перераб. и доп. —  М: Изд-во Сретенского монастыря, 2019. — 880 с.  ISBN 978-5-7533-1478-9

### Русская философия: Словарь.
- Шахов М. О. Аввакум // Русская философия: Словарь. / Под ред. М. А. Маслина. — М., 1995
- Шахов М. О. Денисовы // Русская философия: Словарь. / Под ред. М. А. Маслина. — М., 1995
- Шахов М. О. «Поморские ответы» // Русская философия: Словарь. / Под ред. М. А. Маслина. — М., 1995
- Шахов М. О. Раскол // Русская философия: Словарь. / Под ред. М. А. Маслина. — М., 1995
- Шахов М. О. Старообрядчество. // Русская философия: Словарь. / Под ред. М. А. Маслина. — М., 1995

### Религиоведение: Энциклопедический словарь
- Шахов М. О. Старообрядчество // Религиоведение: Энциклопедический словарь / Под ред. А. П. Забияко, А. Н. Красникова, Е. С. Элбакян. — М.: Академический проект, 2006. — С. 1013—1014. — 1256 с. — ISBN 5-8291-0756-2.

### Статьи
на русском языке
- Шахов М. О. Гибель авторитетов // Журнал Историко-богословского общества. — 1991. — Вып. 2.
- Шахов М. О. Гибель авторитетов // Журнал Историко-богословского общества. — 1992. — Вып. 3.
- Шахов М. О. Клерикализация России: миф или реальность? // Национальные интересы. — 2002. — № 5 (22). — С. 56—62. Архивировано 25 января 2008 года.
- Шахов М. О. Вероисповедная политика в Союзном государстве // Национальные интересы. — 2003. — № 2. Архивировано 5 марта 2016 года.
- Шахов М. О. Старообрядчество // История религий в России: Учебник / под общ. ред. О. Ю. Васильевой, Н. А. Трофимчука. — 2-е изд., доп. — М.: Изд-во РАГС, 2004. — С. 249—286.
- Шахов М. О. Религиозное знание, объективное знание о религии и наука // Вопросы философии. — 2004. — № 11. — С. 65—80.
- Шахов М. О. Научен ли «методологический атеизм»? // Религиоведение. — 2004. — № 2.
- Шахов М. О. Христианский конфессионализм и веротерпимость // Национальные интересы. — 2004. — № 1. Архивировано 4 марта 2016 года.
- Шахов М. О. Диалектика безопасности и свободы личности // Национальные интересы. — 2004. — № 3. Архивировано 4 марта 2016 года.
- Шахов М. О. Вокруг какого знамени нам сплотиться? // Национальные интересы. — 2004. — № 5. Архивировано 4 марта 2016 года.
- Шахов М. О. Донести слово истины… (Проблемы информационного обеспечения государственных служащих по вопросам свободы совести) // Национальные интересы. — 2005. — № 1. Архивировано 4 марта 2016 года.
- Шахов М. О. Может ли преподавание быть «мировоззренчески нейтральным»? // Национальные интересы. — 2005. — № 4. Архивировано 4 марта 2016 года.
- Шахов М. О. Существует ли религиозный экстремизм? (недоступная ссылка — история) // Национальные интересы. — 2005. — № 5.
- Шахов М. О. Возможна ли в принципе эффективная бюрократия? // Национальные интересы. — 2006. — № 6. Архивировано 4 марта 2016 года.
- Шахов М. О. Реализм как общая основа религиозного и научного знания // Религиоведение. — 2006. — № 2.
- Шахов М. О. Французский опыт государственно-конфессиональных отношений // Национальные интересы. — 2007. — № 6. Архивировано 4 марта 2016 года.
- Шахов М. О. Проблемы религиозной и конфессиональной идентификации: правовой и религиоведческий аспекты // Классификация религий и типология религиозных организаций. — М., 2008. — С. 87—95.
- Шахов М. О. Реализм как общая основа религиозного и научного знания // Вопросы философии. — 2008. — № 10. — С. 66—77. (реферат статьи Архивная копия от 28 апреля 2015 на Wayback Machine на Богослов.ру)
- Шахов М. О. Религиозное и научное знание, религиозная и научная вера // Проблема демаркации науки и теологии: современный взгляд / Рос. акад. наук, Ин-т философии, Рос. гос. гуманитар. ун-т; Отв. ред. И. Т. Касавин и др. — М.: ИФ РАН, 2008. — С. 279. — ISBN 978-5-9540-0104-4.
- Шахов М. О. Философские идеи в старообрядчестве // История русской философии: учебник / Под ред. М. А. Маслина. — М.: КДУ, 2008. — С. 64—70.
- Шахов М. О. Возможен ли переход от знания о сущем к знанию о должном? // Вопросы философии. — 2009. — № 11. — С. 113—122.
- Шахов М. О. Религиозные группы и миссионерство. Поправки Минюста РФ к Закону о свободе совести. Возможно ли устранить нежелательные последствия религиозной свободы, не ограничивая саму эту свободу? // Религия и право. — 2010. — № 1 (52). — С. 16—20.
- Шахов М. О. Новый Устав прихода Русской православной церкви // Религия и право. — 2010. — № 2 (53). — С. 13—16.
- Шахов М. О. Христианское религиозное знание против релятивизма в познании и в этике // Экзистенциальный опыт и когнитивные практики в науках и теологии / Под ред. И. Т. Касавина, В. П. Филатова, М. О. Шахова. — М., 2010. — С. 46—83.
- Шахов М. О. К вопросу о рациональных обоснованиях этики // Богослов.ру. — 16.11.2010.
- Шахов М. О. Принципы государственно-конфессиональных отношений в Конституции Российской Федерации // Государство, Церковь, право: конституционно-правовые и богословские проблемы: Материалы межвузовской научной конференции. — М.: Издательство РГТЭУ, 2011. — С. 174—184.
- Шахов М. О. Финансы и прозрачность бюджета католической епархии: пример Франции // Религия и право. — 2012. — № 1 (60). — С. 27—32.
- Шахов М. О. К вопросу о правовом соотношении принципа светскости государства и принципа отделения от него религиозных объединений в современной Франции // Религия и право. — 2014. — № 2.
- Шахов М. О. Религиозные объединения во Франции // Сретенский сборник. Научные труды преподавателей СДС. — М.: Издательство Сретенского монастыря, 2015. — C. 319—394.
- Шахов М. О. Внутренние установления религиозных объединений Архивная копия от 2 февраля 2018 на Wayback Machine // «Юридическое религиоведение». 2016. № 1
- Шахов М. О. Современные государственно-конфессиональные отношения в Великобритании, Германии, Италии // Сретенский сборник. Научные труды преподавателей СДС. Выпуск 7-8 / Сретенская духовная семинария. – М.: Изд-во Сретенского монастыря, 2017. (вышел из печати в августе 2018 г.) – С. 199-312.

на других языках
- Chakhov M. Liberté de la conscience et régime des cultes en droit russe // L’année canonique. — 2007. — Vol. XLIX. — P. 153—168.
- Chakhov M. La formation des fonctionnaires russes dans le domaine de la liberté religieuse, depuis la chute du mur de Berlin en 1989 // L’année canonique. — 2007. — Vol. XLIX. — P. 247—257.
- Chakhov M. La laïcité a la russe // Annuaire Droit et Religions. — Presses Universitaires d'Aix-Marseille, 2009. — Vol. 4. Année 2009-2010. — P. 461—474.
- Chakhov M. Une relecture historique et perspectiviste: L’ecclésiologie russe traditionnelle des Vieux-Croyants // Istina. Revue trimestrielle. — 2010. — Vol. 2. — P. 129—136.

### Рецензии
- Шахов М. О. Симфония государства и религии (Рец. на Логинов А.В. Власть и вера: Государство и религиозные институты в истории и современности. М.: Большая Российская энциклопедия, 2005.— 496 с.: илл.) // Национальные интересы. — 2006. — № 5. Архивировано 4 марта 2016 года.
- Шахов М. О. Православие и демократия // Церковь и время. — 2006. — № 3 (36). — С. 247—252. — ISSN 2221-8246.
- Шахов М. О. Рец. на книгу Мчедлов М. П. Религиоведческие очерки. Религия в духовной и общественно-политической жизни современной России // Вопросы философии. — 2006.
- Шахов М. О. Рец. на книгу Вера. Этнос. Нация. Религиозный компонент этнического сознания / Ред. кол.: М. П. Мчедлов (отв. ред.), Ю. А. Гаврилов, В. В. Горбунов и др. - М: Культурная революция, 2007. -368 с // Вопросы философии. — 2007. — № 10.
- Шахов М. О. Рец. на книгу Л. Н. Митрохин. Философские проблемы религиоведения // Вопросы философии. — 2008. — № 11.

## Публицистика
- Шахов М. О. К проблеме содержания понятия старообрядчество // Древлеправославный вестник. — 1999. — № 2. — С. 2—6.
- Шахов М. О. Церковь и прогресс цивилизации // Древлеправославный вестник. — 1998. — № 1.
- Шахов М. О. Ложная тревога как побочный эффект напряженного ожидания // VII Пленум Синодальной Богословской комиссии Русской Православной Церкви Московская Духовная Академия 19-20 февраля 2001 г.. — М.: Православие.ру.
- Шахов М. О. «Нужно ли России именовать себя в Конституции «светским государством»? // Славянский правовой центр. — 06.04.2015.

## Интервью
- Дементьев Д. К 10-летию Сретенской духовной школы. «Правовые знания необходимы каждому выпускнику семинарии» Беседа с профессором Михаилом Шаховым // Православие.ру. — 08.05.2009.
- Камальдинов А. Знание законов способствует принятию верных решений. Беседа с профессором Михаилом Шаховым // Православие.ру. — 22.04.2011.
- Лункин Р. Н. Интервью: Профессор Российской академии государственной службы (РАГС), доктор философских наук Михаил Шахов о французской модели государственно-церковных отношений и проблеме "сект" // Портал-Credo.Ru. — 29.07.2009.
- Ойвин В. Н. Интервью: Отв. секретарь Совета православных приходов Преображенского монастыря, доктор философских наук, профессор Михаил Шахов: "Попытки кучки московских неофитов провозгласить себя общероссийскими вождями федосеевцев считаю непорядочными" (недоступная ссылка — история) // Портал-Credo.Ru. — 16.11.2007.
- Леонтьев А. «Чувства верующих» как предмет законодательного регулирования. Беседа с профессором Михаилом Шаховым, членом экспертного совета при комитете Государственной Думы по делам общественных объединений и религиозных организаций // Православие.ру. — 04.10.2012.

## Награды
- Благодарность Президента Российской Федерации (17 апреля 2025 года) — за вклад в обеспечение деятельности Совета по взаимодействию с религиозными объединениями при Президенте Российской Федерации[11]